# قائمة مدربي نادي الفتح السعودي
هذه قائمة مُدربي نادي الفتح السعودي مُنذ تأسيسه عام 1958 وحتى الآن، أطول من درب النادي وأكثر من حقق الألقاب هُو المُدرب التونسي فتحي الجبال حيث درب النادي لمُدة 9 سنوات حقق خلالها عدة ألقاب أبرزُها لقب دوري المحترفين السعودي 2012–13 وكأس السوبر السعودي 2013.

## قائمة المدربين
| المدرب           | الجنسية  | منذ            | إلى            | لعب | فاز | تعادل | خسارة | سجل فريقه | استقبل فريقه | الألقاب                                                                  | مراجع ومُلاحظات |
| ---------------- | -------- | -------------- | -------------- | --- | --- | ----- | ----- | --------- | ------------ | ------------------------------------------------------------------------ | -------------- |
| فتحي الجبال      | تونس     | 14 أغسطس 2010  | 26 مايو 2014   | 83  | 30  | 23    | 30    | (n/a)     | (n/a)        | دوري المحترفين السعودي - البطل: 2012–13 كأس السوبر السعودي - البطل: 2013 |                |
| خوان ماكيدا      | إسبانيا  | 28 مايو 2014   | 15 أكتوبر 2014 | 6   | 1   | 0     | 5     | (n/a)     | (n/a)        | (n/a)                                                                    |                |
| ناصيف البياوي    | تونس     | 1 أكتوبر 2014  | 30 يونيو 2016  | 44  | 18  | 12    | 14    | (n/a)     | (n/a)        | (n/a)                                                                    | [ 3 ]          |
| ريكاردو سا بينتو | البرتغال | 11 أكتوبر 2016 | 19 سبتمبر 2016 | 5   | 1   | 1     | 3     | (n/a)     | (n/a)        | (n/a)                                                                    | [ 4 ]          |
| فتحي الجبال      | تونس     | 11 أكتوبر 2016 | 19 أبريل 2018  | 60  | 21  | 19    | 20    | (n/a)     | (n/a)        | (n/a)                                                                    |                |
| فتحي الجبال      | تونس     | 1 يوليو 2018   | 28 مايو 2019   | 32  | 9   | 11    | 12    | (n/a)     | (n/a)        | (n/a)                                                                    |                |
| فتحي الجبال      | تونس     | 1 يوليو 2019   | 10 أكتوبر 2019 | 6   | 0   | 1     | 5     | (n/a)     | (n/a)        | (n/a)                                                                    | [ 5 ] [ 6 ]    |
| يانيك فيريرا     | بلجيكا   | 14 أكتوبر 2019 | إلى الآن       | 26  | 10  | 8     | 8     | (n/a)     | (n/a)        | (n/a)                                                                    | [ 7 ]          |